# 小行星7784
小行星7784（7784 Watterson）是一颗围绕太阳公转的小行星。1994年8月5日，蒂莫西·B·斯帕爾在卡特林那发现了此天体。
这颗小行星的绝对星等为107.1088077719433等。